# Francesco Alziator
Francesco Alziator (Cagliari, 12 marzo 1909 – Cagliari, 3 febbraio 1977) è stato un antropologo, filologo e letterato italiano.
Concentrò la sua attività nello studio e nella salvaguardia della cultura e delle tradizioni sarde, in special modo a quelle della sua città, Cagliari.

## Biografia
Alziator nacque in una famiglia aristocratica e monarchica il 12 marzo 1909: il padre Mario era console d'Olanda.
Si laureò in lettere nel 1932 e, due anni più tardi, in scienze politiche. Nel 1928 pubblicò il suo primo articolo,  Prefiche e canti funebri, su L'Unione Sarda; nello stesso anno cominciò a collaborare con la rivista Mediterranea. 
Per anni fascista convinto, fece parte dell'organizzazione culturale G.U.F. (Gioventù Universitaria Fascista). Prese parte attivamente, come soldato, alla seconda guerra mondiale; ciò non gli impedì di scrivere su numerose testate, come L'Unione Sarda, Il Giornale d'Italia, Marzocco, Il Tempo di Roma, Mediterranea e Sud-Est. Nel 1943 morì il padre sotto i bombardamenti americani: tale evento gli fece cambiare idee politiche tanto da fargli maturare idee di sinistra e posizioni anti-aristocratiche.
Nel 1945, cominciò la sua carriera di professore di lettere negli istituti superiori di Cagliari. A causa del suo passato fascista L'Unione Sarda non lo accettò più come collaboratore, e così egli scrisse per altre testate come L'Arcobaleno e Il convegno.
Nel 1954 pubblicò la Storia della letteratura di Sardegna. Nel 1957 tornò a collaborare con L'Unione Sarda fino al 1963, come esperto di demologia. Nel 1961 fu nominato membro della Real Academia de Buenas Letras di Barcellona. Nel 1969 diventò libero docente di Storia delle tradizioni popolari all'Università di Sassari, dove poi insegnò anche filologia romanza. Da allora fino alla sua morte collaborò annualmente all'Almanacco di Cagliari.
Nel 2007 il Comune di Cagliari, su iniziativa del presidente della Commissione Cultura Maurizio Porcelli e del sindaco Emilio Floris, istituì il Premio Letterario a lui intitolato. Il Premio è organizzato annualmente dalla Fondazione Francesco Alziator presieduto da Nereide Rudas e sostenuto dalla famiglia nella persona della figlia Cristiana Alziator.

## Opere principali
- Storia della letteratura di Sardegna, 1954
- Storiografia delle tradizioni popolari di Sardegna, 1957
- Il Folclore Sardo, Cagliari, 1957
- Picaro e folklore e altri saggi di storia delle tradizioni popolari, 1959
- La città del sole, 1963
- Verso la storia dell'abbigliamento popolare in Sardegna, 1964
- I giorni della laguna, 1977
- Attraverso i sentieri della memoria, 1979
- L'Elefante sulla torre. Itinerario cagliaritano, 1979-1982